# Robbie Dixon
Robert („Robbie“) Dixon (* 4. Januar 1985 in North Vancouver) ist ein ehemaliger kanadischer Skirennläufer. Seine stärksten Disziplinen waren die Abfahrt und der Super-G, er startete aber auch im Riesenslalom und der Kombination.

## Biografie
Dixon bestritt seine ersten FIS-Rennen im Dezember 2000. Es folgten fünf Saisons mit zahlreichen Einsätzen bei nationalen Meisterschaften, im Nor-Am Cup und im Europacup, bis er 2005 in die kanadische Nationalmannschaft aufgenommen wurde. In der Saison 2005/06 wurde er Fünfter der Nor-Am-Gesamtwertung und Zweiter der Super-G-Wertung.
Am 26. November 2006 bestritt Dixon sein erstes Rennen im Weltcup und wurde 46. beim Super-G in Lake Louise. Seine ersten Weltcuppunkte gewann er am 18. Januar 2008, als er beim Super-G auf der Streif in Kitzbühel die Konkurrenz mit der Startnummer 43 überraschte und auf Platz 6 fuhr. Sein zunächst bestes Weltcupergebnis erzielte er am 2. März 2008 als Vierter der Abfahrt von Kvitfjell. Auch in den nächsten beiden Jahren fuhr er mehrmals unter die besten zehn. Die Saison 2009/10 musste er aber um den Jahreswechsel wegen einer Kopfverletzung unterbrechen. Danach nahm er in diesem Winter nur noch an den Olympischen Winterspielen in Vancouver teil, wo er 24. im Riesenslalom wurde, jedoch in Abfahrt und Super-G ausschied. Bei den Weltmeisterschaften im Vorjahr hatte er Platz 20 im Super-G und Rang 21 im Riesenslalom belegt.
Die Saison 2010/11 war für Dixon Ende Dezember zu Ende. Nach einem Sturz in der Abfahrt von Bormio nahm er im Rest des Winters an keinen Rennen teil. Zu Beginn des nächsten Winters egalisierte er am 3. Dezember 2011 mit Platz vier im Super-G von Beaver Creek sein bestes Weltcupergebnis. Im Rest der Saison 2011/12 fuhr er allerdings nur ein weiteres Mal unter die schnellsten 20. Die Saison 2012/13 musste Dixon erneut früh beenden. Noch vor seinem ersten Weltcupstart kam er Mitte November bei einer FIS-Abfahrt in Copper Mountain schwer zu Sturz, wobei er Brüche des rechten Schien- und Wadenbeines erlitt. Nach der Saison 2015/16 beendete Dixon seine Karriere.

## Erfolge

### Olympische Spiele
- Vancouver 2010: 24. Riesenslalom

### Weltmeisterschaften
- Val-d’Isère 2009: 20. Super-G, 21. Riesenslalom

### Weltcup
- 4 Platzierungen unter den besten fünf

### Weltcupwertungen
| Saison  | Gesamt | Gesamt | Abfahrt | Abfahrt | Super-G | Super-G | Riesenslalom | Riesenslalom |
| Saison  | Platz  | Punkte | Platz   | Punkte  | Platz   | Punkte  | Platz        | Punkte       |
| ------- | ------ | ------ | ------- | ------- | ------- | ------- | ------------ | ------------ |
| 2007/08 | 63.    | 113    | 59.     | 5       | 19.     | 108     | –            | –            |
| 2008/09 | 54.    | 144    | 20.     | 115     | 29.     | 29      | –            | –            |
| 2009/10 | 43.    | 191    | 22.     | 94      | 20.     | 77      | 34.          | 20           |
| 2010/11 | 80.    | 79     | 38.     | 26      | 27.     | 46      | 48.          | 7            |
| 2011/12 | 78.    | 75     | 41.     | 25      | 32.     | 50      | –            | –            |

### Nor-Am Cup
- Saison 2005/06: 5. Gesamtwertung, 2. Super-G-Wertung, 6. Abfahrtswertung
- Saison 2008/09: 5. Riesenslalomwertung
- Saison 2013/14: 9. Abfahrtswertung
- 7 Podestplätze, davon 4 Siege

### Juniorenweltmeisterschaften
- Bardonecchia 2005: 30. Abfahrt, 41. Super-G

### Weitere Erfolge
- 1 kanadischer Meistertitel (Super-G 2009)
- 4 Siege in FIS-Rennen